# Han Su-an
Han Su-an (ur. 18 czerwca 1926, zm. 4 stycznia 1998 w Seulu) – południowokoreański bokser. Uczestnik dwóch letnich igrzysk olimpijskich (1948 i 1952). Brązowy medalista letnich igrzysk olimpijskich w Londynie w kategorii muszej.